# Hrafn Gunnlaugsson
Hrafn Gunnlaugsson (* 17. Juni 1948 in Reykjavík) ist ein isländischer Filmregisseur, der vor allem durch seine Wikingerfilme Der Flug des Raben (Hrafninn flýgur, 1984) und Der Schatten des Raben (Í skugga hrafnsins, 1988) bekannt wurde.

## Biografie
Hrafn schrieb bereits mit 19 Jahren ein Theaterstück, das vom Reykjavíker Stadttheater ausgezeichnet und im isländischen Fernsehen ausgestrahlt wurde. Er studierte in Schweden Theater und Film und veröffentlichte mehrere literarische Werke und weitere einaktige Theaterstücke. Nach Abschluss seines Studiums kehrte er nach Island zurück, wo sein Kurzfilm Lilie (Lija, 1978) beim ersten Filmfestival Islands in Reykjavík den zweiten Platz belegte.
Hrafn veröffentlichte 1980 sein Spielfilmdebüt Vätererbe (Óðal feðranna), das 120.000 isländische Zuschauer sahen. Mit seinem provozierenden zweiten Film Zwischen uns (Ókkar á milli – í hita og thunga dagsins, 1982) veranlasste er das isländische Parlament zum Erlass eines Gesetzes zum Schutz nationaler Symbole. Im Film hatte Hrafn die Nationalhymne „respektlos behandelt“ und einen als Nationalheiligtum bekannten, erloschenen Geysir wieder zum Leben erweckt. Hrafn gab später an, er wollte testen, „wie weit man gehen kann“.
1983 veröffentlichte Hrafn den Wikingerfilm Der Flug des Raben (Hrafninn flýgur) nach eigenem Drehbuch. Nach Vorbild von Akira Kurosawa und Sergio Leone übernimmt der Film Struktur und Themen klassischer Westernfilme. Der Flug des Raben lief in einer Sondervorführung 1984 als erster isländischer Film auf der Berlinale. Nachdem Hrafn ab 1986 Programmdirektor des isländischen Fernsehens wurde (bis 1989), folgte 1988 Der Schatten des Raben (Í skugga hrafnsins), der wieder isländische Sagas bemüht, jedoch auch altgriechische Tragödien und Anleihen aus dem keltischen Sagenkreis um Tristan und Isolde verarbeitet. Der 2,5 Millionen Euro teure Film war international so erfolgreich, dass Hrafn für etwa fünf Millionen Euro die Fortsetzung Der weiße Wikinger (Hvíti víkingurinn, 1991) drehen konnte, die den Abschluss seiner Wikinger-Trilogie bildet.

## Filmografie
- 1974: Áramótaskaup
- 1975: Góða veislu gjöra skal
- 1976: Blutroter Sonnenuntergang (Blóðrautt sólarlag)
- 1976: Keramik (Ceramik)
- 1979: Silbermond (Silfurtunglid)
- 1980: Vätererbe (Óðal feðranna)
- 1981: Die Peitsche (Vandarhögg)
- 1982: Zwischen uns (Okkar á milli: Í hita og þunga dagsins)
- 1983: Das perfekte Verbrechen (Fullkominn glepur)
- 1984: Wie man sät … (Hver er …)
- 1984: Der Flug des Raben (Hrafninn flýgur)
- 1985: Reykjavík
- 1986: Der Henker und die Hure (Bödeln och skökan)
- 1988: Der Schatten des Raben (Í skugga hrafnsins)
- 1988: Ingmar Bergman in Island (Ingmar Bergman á Islandi)
- 1991: Der weiße Wikinger (Hvíti víkingurinn)
- 1993: Der geheimnisvolle Hügel (Hin helgu vé)
- 1998: Þegar það gerist
- 1999: Myrkrahöfðinginn
- 2000: Reykjavík í öðru ljósi
- 2003: Opinberun Hannesar